# Mustijärvi
Mustijärvi är en sjö i Kiruna kommun i Lappland och ingår i Kalixälvens huvudavrinningsområde. Sjön är 13,6 meter djup, har en yta på 0,237 kvadratkilometer och befinner sig 315,4 meter över havet.

## Delavrinningsområde
Mustijärvi ingår i det delavrinningsområde (748635-176459) som SMHI kallar för Ovan VDRID = Kääntöjoki i Kalixälvens vattendrags*. Medelhöjden är 315 meter över havet och ytan är 31,83 kvadratkilometer. Räknas de 354 avrinningsområdena uppströms in blir den ackumulerade arean 6 167,26 kvadratkilometer. Avrinningsområdets utflöde Kalixälven (Kaitumälven) mynnar i havet. Avrinningsområdet består mestadels av skog (91 procent). Avrinningsområdet har 2,03 kvadratkilometer vattenytor vilket ger det en sjöprocent på 6,4 procent.